# متحف بنك المغرب
متحف بنك المغرب هو متحف يقع في الرباط بالمغرب متخصص في علم العملات والتراث الفني للبلاد.

## تاريخ
يعد هذا المتحف مؤسسة تابعة للبنك المركزي المغربي، وقد تم تدشينه في 19 يونيو 2002 من قبل الملك محمد السادس.
في عام 2009، وللاحتفال بمرور خمسين عامًا على تأسيس بنك المغرب، تم إطلاق مشروع لتحديث المتحف، مما أدى إلى زيادة مساحة العرض لتصل إلى حوالي 2000 متر مربع ليشمل ثلاثة طوابق تعرض مجموعات نقدية وتحف فنية، بالإضافة إلى جناح خاص لصناعة النقود، وذلك لتقديم تجربة غامرة وتعليمية للزوار.

## المجموعات المعروضة
يمتلك المتحف مجموعة واسعة من القطع النقدية التي تضم أكثر من 30,000 قطعة، بالإضافة إلى العديد من المسكوكات والأوراق المالية والأدوات النقدية، تعكس تاريخ المغرب عبر العصور، بدءًا من العصور القديمة حتى العصر الحديث. يحمل المسار الرئيسي عنوان "تاريخ العملة" و يعرض هذه القطع النقدية بطريقة كرونولوجية، مما يسمح للزوار بفهم تطور النقد والأوراق البنكية عبر الزمن.
بالإضافة إلى علم العملات، يضم المتحف أيضًا مجموعة فنية تتكون من أكثر من 800 قطعة تعكس تاريخ الفن المغربي وتأثيرات الفن الاستشراقي، تح توي على لوحات أنجزها فنانون أوروبيون في القرن التاسع عشر وبداية القرن العشرين، وتشمل أعمال كبار الفنانين المغاربة مثل أحمد الغرباوي ومحمد القاسمي وفريد بلكاهية.

## الأنشطة والفعاليات
يحتفل المتحف سنويًا باليوم العالمي للمتاحف، حيث ينظم فعاليات وندوات تتعلق بالتعليم والبحث في مجال الثقافة والفنون. في عام 2024، تم تنظيم ندوة تحت شعار "المتاحف من أجل التعليم والبحث" لتعزيز دور المتاحف في المجتمع.

## الوصول والدخول
يفتح المتحف أبوابه للزوار من الاثنين إلى الجمعة بين الساعة 8:00 صباحًا و4:00 مساءً، بينما يظل مغلقًا يومي السبت والأحد.